# 埼玉県立文書館
埼玉県立文書館（さいたまけんりつもんじょかん）は、埼玉県さいたま市浦和区高砂四丁目にある埼玉県が設置している公文書館である。埼玉県立熊谷図書館浦和分室を併設する。

## 沿革
- 1969年（昭和44年）
  - 4月1日 - 埼玉県立図書館（後の埼玉県立浦和図書館）内に埼玉県立図書館付設文書館を設立。
  - 6月3日 - 閲覧業務を開始。
- 1975年（昭和50年）4月1日 - 埼玉県立文書館条例を施行し、埼玉県立文書館として独立する。
- 1983年（昭和58年）
  - 4月1日 - 独立館舎が竣工し、現在地へ移転。
  - 6月1日 - 独立館舎での閲覧業務を開始。埼玉県情報公開条例の施行に伴い、公文書開示の窓口に指定される。
- 1992年（平成4年） - 地図センターを開設
- 1995年（平成7年） - 史料編纂（編さん）課を設置
- 2003年（平成15年） - 課を廃止、グループ制を導入
- 2007年（平成19年）4月 - 収蔵資料検索システムを稼動（公式HP）
- 2015年（平成27年）6月 - 埼玉県立浦和図書館の閉館に伴う代替施設である埼玉県立熊谷図書館浦和分室を併設。

## 文化財
国の重要文化財
- 埼玉県行政文書

## 講座・イベント
※2007年の例
イベント（わくわくサタデーミュージアム）
すべてに土曜日に行われる。
- 巻物をつくろう
- 和本をつくろう
- はんこをつくろう
- 地図パズルつくろう
- 万華鏡をつくろう
- 立体地図をつくろう
- ペンスタンドをつくろう
- 年賀用はんこをつくろう
- 絵凧をつくろう

講座
おもに土曜日だが、夏休みの子供向け講座は平日行われる。
- 古文書入門講座（全3回）
- 夏休み子供地図教室（全3回）
- 古文書解読講習会
- 地図教室
- 古文書実践講座（全3回）

最新の情報は公式HPを参照。（下記）

## 開館時間
- 火曜日-日曜日 午前9時-午後5時

## 休館日
- 月曜日（その日が埼玉県民の日である場合、開館し翌日を休館とする。）
- 国民の祝日・休日
- 年末年始（12月29日-1月3日まで）
- 館内整理日（毎月末日）
- 特別整理期間（毎年春秋それぞれ10日以内）

## アクセス
- JR各線「浦和駅」下車、西口より徒歩15分。
- JR埼京線中浦和駅下車、徒歩18分。
- 国際興業バス「県庁前」バス停下車、徒歩3分。